# Diphucephala sericea
Diphucephala sericea är en skalbaggsart som beskrevs av Kirby 1818. Diphucephala sericea ingår i släktet Diphucephala och familjen Melolonthidae. Inga underarter finns listade i Catalogue of Life.